# Enterprise Feedback Management
EFM (англ. Enterprise feedback management — управление обратной связью предприятия) — система процессов и прикладного программного обеспечения, которые позволяют организациям централизованно управлять проведением опросов, при этом распределяя ответственность за создание опросов, сбор и анализ данных внутри организации. Системы EFM обычно предоставляют различные права доступа для разных ролей пользователей, таких как авторы и верстальщики анкет, аналитики отчётов и данных, переводчики. EFM-системы предназначены для установления диалога организации с сотрудниками, партнёрами и заказчиками.
До появления EFM системы опросов обычно использовались локально в рамках отдела или департамента и не подразумевали разделения ролей, прав доступа, а также рабочих процессов взаимодействия. EFM-системы позволяют проводить опросы во всей организации, предоставляя информацию для принятия решений по повышению удовлетворённости, лояльности заказчиков и дохода предприятия в расчёте на одного заказчика. EFM позволяет организациям сформировать целостный взгляд на своих заказчиков и лучше отвечать на их потребности.
Типичная EFM-система состоит из трёх областей: сбор данных, анализ и отчётность. Основные функции: разработка сложных опросов (включающих ротацию вопросов и страниц, управление квотами, а также логику ветвления и пропуска вопросов), организация проведения опросов и централизованное управление панелями респондентов, анализ результатов и подготовка отчётности (в том числе с функциями статистического анализа). EFM-системы как правило интегрируют с другими корпоративными системами, чаще всего с CRM-системами, а также с системами HRM, веб-порталами и системами служб технической поддержки и клиентского обслуживания.
В отличие от инструментов проведения опросов нижнего сегмента, EFM-системы предоставляют возможность совместной работы надо опросами с распределением ролей между пользователями (так что, например разработка опросного листа производится одним сотрудником, определение целевой аудитории — вторым, а утверждение и запуск опроса — третьим). Это необходимо для обеспечения постоянного качества проводимых опросов, а также служит защите персональных данных респондентов. Агентство Gartner предсказывало, что к 2008 году 40 % эксплуатируемых систем опросов будут реализованы на базе EFM-систем.
EFM-системы применяются в сферах управления кадрами, IT, маркетинга, продаж и клиентского обслуживания.